# Barbara Bennett
Barbara Jane Bennett (Palisades Park, Nueva Jersey, Estados Unidos, 13 de agosto de 1906 – Montreal, Canadá, 8 de agosto de 1958) fue una actriz estadounidense de la época del cine mudo.

## Biografía
Nacida en Palisades Park (Nueva Jersey), era hija del actor Richard Bennett y de la actriz Adrienne Morrison, cuyo padre era el intérprete teatral Lewis Morrison. Sus hermanas eran las también actrices Constance y Joan Bennett.
Bennett se casó tres veces. Su primer marido fue el tenor Morton Downey, con el que se casó el 28 de enero de 1929, y con el que tuvo cinco hijos: Michael (adoptado), Lorelle, Morton Downey, Jr. (futura estrella televisiva), Anthony y Kevin. Se divorciaron en junio de 1941. Más adelante Bennett se casó con el actor Addison Randall, un popular cowboy cantante de la época. El 16 de julio de 1945 Randall falleció tras sufrir un infarto agudo de miocardio y caer de un caballo durante el rodaje de The Royal Mounted Rides Again. En 1954 Bennett se casó con Laurent Suprenant, permaneciendo la pareja unida hasta fallecer la actriz cuatro años más tarde.
Aparte de su trabajo como actriz, Bennett tuvo ocupaciones esporádicas como agente literaria del productor Walter Wanger. Bennett también investigaba los best-sellers publicados y su potencial de cara a posibles adaptaciones cinematográficas, especialmente pensando en la mujer de Wanger, su hermana Joan.
Barbara Bennett falleció en 1958, cinco días antes de cumplir los 52 años de edad, en Montreal, Canadá, a causa de su quinto intento de suicidio.